# الحاج (فلم 1923)
الحاج (بالإنجليزية: The Pilgrim)، وهو فيلم كوميدي أمريكي صامت من عام 1923 بطولة، سيناريو وإخراج تشارلي تشابلن تم إنتاجه في استوديو فيرست ناشيونال فيلم.

## القصة
الحاج، وهو سجين هارب، يسرق ملابس أحد القساوسة ليحل محل زي السجن الخاص به. وفي محطة القطار، يلتقي بزوجين هاربين يريدان منه تزويجهما. ويظهر والد المرأة ويأخذها بعيدًا.
ثم يختار السجين وجهة عشوائية وينتهي به المطاف في ديفل غلوش، تكساس، في يوم الأحد. وهناك كان وفد ينتظر للترحيب بقسيسهم الجديد. ومع وجود الشريف في الجوار، يتعين على الحاج الاستمرار في لعب دوره. يأخذه شماس كبير إلى الكنيسة، حيث يرتجل عظة عن داود وجالوت.
جرى الاتفاق على أن يسكن القس مع السيدة براون وابنتها الجذابة. تنجذب الابنة والحاج إلى بعضهما. تنشأ تعقيدات عندما يكتشفه المحتال، زميل الحاج القديم في الزنزانة. وبدافع الفضول يتظاهر الرجل بأنه صديق الحاج القديم في الكلية وتدعوه السيدة براون لتناول الشاي. من بين الضيوف الآخرين رجل وزوجته وولدهما الصغير، الذي يشرع في إزعاج الجميع. كما يوجد أيضًا شماس كبير، يرفض قبول دفعة الرهن العقاري للسيدة براون في يوم السبت. على الرغم من بذل الحاج قصارى جهده، يسرق المحتال الأموال لاحقًا ويهرب. يعد الحاج الآنسة براون بأنه سيعيد الأموال. ومع ذلك بعد مغادرته يُظهر الشريف للفتاة ملصقًا له كمطلوب.
يتوجه المحتال إلى كازينو. على الرغم من عملية سطو جارية، يتمكن الحاج من استعادة الأموال. يعطيها ومجموعة الكنيسة للسيدة براون. عندما يقبض عليه من قبل الشريف، تأتي الآنسة براون للدفاع عنه وتكشف ما فعله. ونتيجة لذلك يأخذ الشريف سجينه إلى الحدود ويأمره بقطف بعض الزهور من الأراضي المكسيكية. لا يستمع الشريف إلى التلميح، ويعود. يتعين على الشريف أن يطرده من الولاية القضائية الأمريكية قبل أن يدرك تصرف رجل القانون اللطيف. ومع ذلك فإن استمتاعه بالسلام في أرض جديدة لم يدم طويلاً؛ حيث يخرج العديد من المسلحين من الغابة ويطلقون النار على بعضهم. يسارع الحاج المرعوب بعيدًا، ويقف على الحدود وهو يفكر في خياراته.

## طاقم التمثيل
- تشارلي تشابلن - الحاج [«ليفتي لومبارد» وفقا لصحيفة]
- إدنا بيرفيانس - السيدة براون
- سيد شابلن - ايلوبر / موصل قطار / أب الولد الصغير
- ماك سوين - ديكون جونز
- لويال وندروود - ديكون الصغير
- دين ريسنر - الولد الصغير
- تشارلز ريسنر - هوارد هنتنغتون، الملقب «نيترو نيك»، الملقب «بيكينغ بيت»
- توم موراي - الشريف برايان
- هنري بيرغمان - الشريف على قطار / رجل في محطة سكة الحديد
- ماريون ديفيز - عضو الطائفة (غير معتمد)
- كيتي برادبوري - السيدة براون
- ماي ويلز - أم الولد الصبي

## وصلات خارجية
- The Pilgrim على يوتيوب
- مقالات تستعمل روابط فنية بلا صلة مع ويكي بيانات
- The Pilgrim at Virtual History